# Cerámicas del Sur
Cerámicas del Sur es una localidad uruguaya del departamento de San José.

## Ubicación
La localidad se encuentra situada en la zona sureste del departamento de San José, sobre la ruta 1, en su km 38, al oeste de Ciudad del Plata.

## Población
La localidad cuenta con una población de 93 habitantes, según el censo del año 2011.
| 87            | 86 | 93 |
| (Fuente: INE) |    |    |